# 山下晃一
山下 晃一（やました こういち）は日本の化学者。東京大学工学系研究科化学システム工学専攻教授。理論化学・量子化学を専門とする。

## 経歴
- 1976年　京都大学工学部石油化学科卒業
- 1978年　京都大学大学院工学研究科石油化学専攻修士課程修了
- 1982年　同　博士課程修了
- 1982－1984年　日本学術振興会海外特別研究員（カリフォルニア大学バークレイ校）
- 1984年　分子科学研究所理論研究系助手
- 1991年　基礎化学研究所主任研究員
- 1994年　東京大学助教授（工学部応用化学科）
- 1997年　現職

## 研究
理論化学計算による触媒反応機構の解明、表面の物性・構造の解明、半導体材料の理論的設計などに力を注ぐ。